# Attentato agli uffici di Alba Dorata a Īrakleio
Il 1º novembre 2013 due individui non identificati hanno attaccato gli uffici di Alba Dorata a Īrakleio (nella zona settentrionale di Atene) aprendo il fuoco su quattro membri del movimento che stavano davanti all'edificio, causando la morte di due di essi ed il grave ferimento del terzo.
L'organizzazione terroristica di estrema sinistra Forze Militanti Rivoluzionarie Popolari di Combattimento (in greco: Μαχόμενες Λαϊκές Επαναστατικές Δυνάμεις) ha rivendicato la responsabilità dell'attentato.
Il 22 gennaio 2014 il ministro dell'ordine pubblico e della protezione dei cittadini insieme al viceministro delle finanze Nikos Dendias hanno annunciato un premio di 1 milione di euro per chiunque riuscisse a fornire informazioni utili alla cattura degli autori dell'attentato; questi ultimi ancora oggi non sono stati catturati.

## Cronaca dell'attacco
La sera del 1º novembre 2013, intorno alle ore 19:00, due individui con indosso caschi bianchi e neri su una moto Honda si sono avvicinati agli uffici di Alba Dorata a Īrakleio parcheggiando davanti a un negozio lì vicino. Dopodiché il passeggero della moto è sceso avvicinandosi a circa 1 metro dalle 4 persone (membri di Alba Dorata) davanti agli uffici, aprendo poi il fuoco su di loro con una pistola semiautomatica della Zastava Arms dal calibro di 9 millimetri (sebbene la TV greca Skai ha prima erroneamente parlato di AK47). Gli agenti antiterrorismo (dopo l'attentato) hanno rinvenuto sul posto 12 proiettili ed esperti di balistica hanno affermato la professionalità dell'aggressore. L'assassino è poi tornato in sella alla moto con la quale è fuggito. Le prove dimostrano che durante l'attentato, a 25 metri dal luogo in cui si è svolto, era parcheggiata una automobile che ha poi seguito la moto.
Manolis o Manos Kapelonis (in greco: Μανώλης o Μάνος Καπελώνης), ventiduenne residente a Galatsi è morto sul colpo. Giorgos o Yiorgos Fountoulis (in greco: Γιώργος Φουντούλης) ventisettenne fisioterapista residente a Īrakleio è stato portato all'ospedale "Agia Olga" dove è poi stato dichiarato morto. Alexander Elder (in greco: Αλέξανδρου Γέροντα) ventinovenne padre di un bambino, è stato gravemente ferito e portato nel reparto di terapia intensiva dell'ospedale "G. Gennimatas" dove è stato operato per 4 ore, ma è sopravvissuto.

## Responsabilità dell'attacco

Bandiera di Alba Dorata

L'organizzazione terroristica di estrema sinistra Forze Militanti Rivoluzionarie Popolari di Combattimento (in greco: Μαχόμενες Λαϊκές Επαναστατικές Δυνάμεις) ha rivendicato la responsabilità dell'attentato. La rivendicazione è stato scritta su un documento elettronico salvato su una chiavetta USB all'interno di una busta che è stata trovata presso il monumento dei caduti al Poligono di tiro di Kaisariani il 16 novembre; il luogo del dispositivo USB era stato comunicato da una persona sconosciuta al talk show Zougla che lo ha poi reso pubblico. Il proclama di 18 pagine parlava di una risposta armata all'omicidio di Pavlos Fyssas. Alba Dorata ha risposto al proclama affermando che "il miserabile e stupido manifesto degli assassini codardi dimostra che appartengono al grembo ideologico criminale dell'estrema sinistra". Il ramo dell'antiterrorismo della polizia ellenica ha dichiarato autentico il proclama digitale.
Un documento della polizia greca afferma che il detenuto Panagiotis Vlastos, parlando con un parente, ha dichiarato che sebbene non fosse coinvolto nell'omicidio, conosceva gli autori e i due caschi che indossavano appartenevano a lui.
Secondo un rapporto del giornale greco To Vima , uno sportivo, trovato morto a Menidi nel settembre 2015, avrebbe informato il servizio antiterrorismo del coinvolgimento nell'attacco di un uomo di 31 anni che era stato precedentemente arrestato per un attentato dinamitardo ad una stazione di polizia ma che era poi stato ucciso nel maggio 2014 a Korydallos.

## Reazioni
L'attentato ha avuto un risalto mediatico internazionale. Dopo l'attentato sono stati diffusi due video registrati da telecamere di sicurezza che hanno ripreso la scena.
Tutti i maggiori partiti politici greci hanno condannato all'unanimità il gesto ed il portavoce del governo, Simos Kedikoglou, ha rilasciato la seguente dichiarazione: "Gli assassini, chiunque essi siano, saranno trattati senza pietà dalla democrazia, dalla giustizia e da una società greca unita.". Molti Comuni ed enti pubblici hanno approvato mozioni di condanna del gesto terroristico.
Il 22 gennaio 2014 il ministro dell'ordine pubblico e della protezione dei cittadini insieme al viceministro delle finanze Nikos Dendias hanno annunciato un premio di 1 milione di euro per chiunque riuscisse a fornire informazioni utili alla cattura degli autori dell'attentato.
Alba Dorata ha più volte organizzato varie azioni come distribuzioni di cibo, donazioni e marce in memoria dei morti nell'attentato.

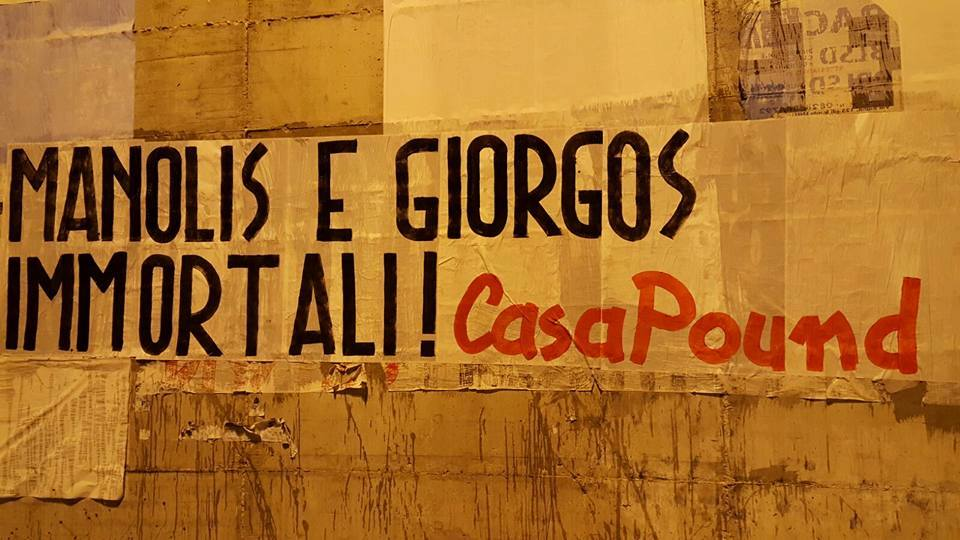
Striscione di CasaPound a l'Aquila in memoria dei morti nell'attentato

Ci sono state azioni in ricordo delle vittime dell'attentato anche in altre nazioni europee come Italia, Spagna e Serbia sia da parte di tifoserie calcistiche di squadre come l'Hellas Verona Football Club, la SS Lazio e la Fudbalski Klub Radnički Niš, che da parte di movimenti politici come CasaPound Italia che il 1º novembre 2016 ha affisso in tutta Italia striscioni con scritto "Manolis e Giorgos immortali".